# Munkwolstrup
Munkwolstrup (dänisch Munkvolstrup) ist ein Ort in Schleswig-Holstein, der zur Gemeinde Oeversee gehört.

## Lage
Zwei Kilometer östlich von Munkwolstrup liegen die Dörfer Freienwill und das namensähnliche Dorf Kleinwolstrup. Das Dorf Oeversee liegt 1,5 Kilometer südlich entfernt. Die Stadtgrenze von Flensburg liegt drei Kilometer nördlich.

## Hintergrund
Mehrere Großsteingräber bei Munkwolstrup erinnern an jungsteinzeitliche Siedlungsaktivitäten in der Gegend (vgl. Liste der norddeutschen Megalithanlagen nach Sprockhoff-Nummer). In diesem Zusammenhang wurde Anfang der 2000er Jahre der Arnkielpark eingerichtet.
Munkwolstrup wurde um 1352 erstmals erwähnt. Der Wortbestandteil „Munk“ deutet auf Mönche hin. Das Dorf bei „Kleinwolstrup“ gehörte früher den Mönchen des Zisterzienserklosters Rüde.
Auf der Landkarte der dänischen Landesaufnahme von 1857/1858 und der Karte der Preußischen Landesaufnahme um 1879 vom südlichen Flensburger Raum war der Ort Munkwolstrup schon eingetragen.
Am 1. Januar 1962 wurde das benachbarte Juhlschau nach Munkwolstrup eingemeindet. Zeitgleich mit der Auflösung des Landkreises Flensburg 1974 schloss sich Munkwolstrup mit der Gemeinde Barderup zur neuen Gemeinde Sankelmark zusammen, welche 2008 mit der Gemeinde Oeversee fusionierte.